# Tarde Directo
Tarde Directo era un magacín de actualidad presentado por Cristina Villanueva que se estrenó el 11 de julio de 2011 en La Sexta bajo el nombre de Verano Directo. Este programa era el sucesor de España Directo, que permaneció en antena durante 6 años en La 1 de TVE hasta que se retiró de la parrilla el 30 de junio de 2011 por motivos económicos. La Sexta recogió el testigo, y tan solo 11 días después lanzó este nuevo programa que mantenía la esencia del primero.
A su equipo se incorporó parte de la plantilla de España Directo que correspondía a Mediapro (productora del programa en su etapa de La 1) includia su presentadora de fin de semana, Mercedes Torre, que inició esa etapa como una reportera más del programa.
En esta nueva etapa el programa tenía un carácter más desenfadado y dirigido a un espectro mayor de la población que en su etapa de TVE. Comenzó emitiéndose en la franja de sobremesa, desde las 15:25 hasta las 17:10 y tras una semana, debido a los bajos índices de audiencia, cambió al horario habitual de España Directo, de 18 a 20 horas.
Desde del 5 de septiembre de 2011, con el adelanto de La Sexta Noticias, el programa se emitía entre las 18:00 y las 19:30. El programa fue finalmente cancelado por baja audiencia y emitió su último programa el viernes 23 de septiembre de ese mismo año.

## Estructura del programa
Sucesión de reportajes de actualidad, denuncias de los espectadores, fiestas, tradiciones populares y conexiones en directo.

## Presentadora
- Cristina Villanueva, una de las presentadoras estrella de los informativos de la cadena, fue la presentadora del programa durante su primera etapa (Verano Directo) y actualmente sigue presentando.
- Quico Taronjí era uno de los reporteros del programa y su presentador en algunos días festivos.

## Reporteros
- Mercedes Torre
- Enric Company
- Concha Crespo
- Julio Muñoz
- Verónica Serrano
- Jorge Luque
- Itxaso Mardones
- Pepa Rovira
- Rebeca Ortega
- Álex Pascual
- Pepa Peláez
- José Yélamo
- Cristina Romacho
- Noelia Boluda
- Alba Lago
- Quico Taronjí

## Temporadas
| Temporada | Temporada | Episodios | Estreno                 | Final                    | Audiencia media | Audiencia media | Audiencia media |
| Temporada | Temporada | Episodios | Estreno                 | Final                    | Espectadores    | Cuota           |                 |
| --------- | --------- | --------- | ----------------------- | ------------------------ | --------------- | --------------- | --------------- |
|           | 1         | 40        | 11 de julio de 2011     | 2 de septiembre de 2011  | 357 000         | 4,1%            |                 |
|           | 2         | 15        | 5 de septiembre de 2011 | 23 de septiembre de 2011 | 350 000         | 3,9%            |                 |
| TOTAL     | TOTAL     | 55        | 2011                    | 2011                     | 353 000         | 4,0%            |                 |

### Primera etapa (Verano Directo) (2011)
| Programas emitidos | Programas emitidos      | Programas emitidos | Programas emitidos | Programas emitidos |
| N.º                | Fecha de emisión        | Espectadores       | Share              |                    |
| ------------------ | ----------------------- | ------------------ | ------------------ | ------------------ |
| 1                  | 11 de julio de 2011     | 411 000            | 3,1%               |                    |
| 2                  | 12 de julio de 2011     | 302 000            | 2,3%               |                    |
| 3                  | 13 de julio de 2011     | 305 000            | 2,3%               |                    |
| 4                  | 14 de julio de 2011     | 321 000            | 3,5%               |                    |
| 5                  | 15 de julio de 2011     | 308 000            | 2,5%               |                    |
| 6                  | 18 de julio de 2011     | 303 000            | 3,6%               |                    |
| 7                  | 19 de julio de 2011     | 373 000            | 4,3%               |                    |
| 8                  | 20 de julio de 2011     | 355 000            | 4,1%               |                    |
| 9                  | 21 de julio de 2011     | 291 000            | 3,6%               |                    |
| 10                 | 22 de julio de 2011     | 384 000            | 4,6%               |                    |
| 11                 | 25 de julio de 2011     | 384 000            | 4,3%               |                    |
| 12                 | 26 de julio de 2011     | 338 000            | 4,0%               |                    |
| 13                 | 27 de julio de 2011     | 361 000            | 4,3%               |                    |
| 14                 | 28 de julio de 2011     | 362 000            | 4,5%               |                    |
| 15                 | 29 de julio de 2011     | 294 000            | 3,7%               |                    |
| 16                 | 1 de agosto de 2011     | 355 000            | 4,2%               |                    |
| 17                 | 2 de agosto de 2011     | 454 000            | 5,5%               |                    |
| 18                 | 3 de agosto de 2011     | 309 000            | 3,6%               |                    |
| 19                 | 4 de agosto de 2011     | 343 000            | 4,3%               |                    |
| 20                 | 5 de agosto de 2011     | 374 000            | 4,6%               |                    |
| 21                 | 8 de agosto de 2011     | 363 000            | 4,5%               |                    |
| 22                 | 9 de agosto de 2011     | 308 000            | 3,8%               |                    |
| 23                 | 10 de agosto de 2011    | 349 000            | 4,5%               |                    |
| 24                 | 11 de agosto de 2011    | 368 000            | 4,8%               |                    |
| 25                 | 12 de agosto de 2011    | 296 000            | 4,0%               |                    |
| 26                 | 15 de agosto de 2011    | 405 000            | 4,6%               |                    |
| 27                 | 16 de agosto de 2011    | 452 000            | 5,5%               |                    |
| 28                 | 17 de agosto de 2011    | 392 000            | 4,8%               |                    |
| 29                 | 18 de agosto de 2011    | 360 000            | 4,3%               |                    |
| 30                 | 19 de agosto de 2011    | 326 000            | 4,0%               |                    |
| 31                 | 22 de agosto de 2011    | 399 000            | 4,7%               |                    |
| 32                 | 23 de agosto de 2011    | 365 000            | 4,4%               |                    |
| 33                 | 24 de agosto de 2011    | 337 000            | 4,0%               |                    |
| 34                 | 25 de agosto de 2011    | 354 000            | 4,3%               |                    |
| 35                 | 26 de agosto de 2011    | 343 000            | 3,4%               |                    |
| 36                 | 29 de agosto de 2011    | 357 000            | 4,1%               |                    |
| 37                 | 30 de agosto de 2011    | 372 000            | 4,3%               |                    |
| 38                 | 31 de agosto de 2011    | 391 000            | 4,4%               |                    |
| 39                 | 1 de septiembre de 2011 | 435 000            | 4,8%               |                    |
| 40                 | 2 de septiembre de 2011 | 383 000            | 4,5%               |                    |

### Segunda etapa (Tarde Directo) (2011)
| Programas emitidos | Programas emitidos       | Programas emitidos | Programas emitidos | Programas emitidos |
| N.º                | Fecha de emisión         | Espectadores       | Share              |                    |
| ------------------ | ------------------------ | ------------------ | ------------------ | ------------------ |
| 1                  | 5 de septiembre de 2011  | 321 000            | 3,8%               |                    |
| 2                  | 6 de septiembre de 2011  | 440 000            | 4,9%               |                    |
| 3                  | 7 de septiembre de 2011  | 304 000            | 3,5%               |                    |
| 4                  | 8 de septiembre de 2011  | 399 000            | 4,3%               |                    |
| 5                  | 9 de septiembre de 2011  | 364 000            | 4,0%               |                    |
| 6                  | 12 de septiembre de 2011 | 435 000            | 4,7%               |                    |
| 7                  | 13 de septiembre de 2011 | 299 000            | 3,3%               |                    |
| 8                  | 14 de septiembre de 2011 | 466 000            | 5,6%               |                    |
| 9                  | 15 de septiembre de 2011 | 321 000            | 3,5%               |                    |
| 10                 | 16 de septiembre de 2011 | 487 000            | 5,2%               |                    |
| 11                 | 19 de septiembre de 2011 | 281 000            | 3,1%               |                    |
| 12                 | 20 de septiembre de 2011 | 338 000            | 3,8%               |                    |
| 13                 | 21 de septiembre de 2011 | 292 000            | 3,2%               |                    |
| 14                 | 22 de septiembre de 2011 | 242 000            | 2,7%               |                    |
| 15                 | 23 de septiembre de 2011 | 269 000            | 2,9%               |                    |

## Emisión
- Lunes a viernes de 18:00 a 19:30 horas.

- Datos: Q6138962